# Музейна сбирка (Момчилград)
Музейната сбирка в Момчилград е основана през 1969 г.
Съдържа над 1200 експоната. Помещава се в читалище „Нов живот“. 